# Левин, Вадим Александрович
Вадим Александрович Левин (род. 1933, Харьков) — известный детский поэт, педагог, кандидат психологических наук, член Союза писателей Москвы, соавтор современного «Букваря» (система Д. Б. Эльконина — В. В. Давыдова) и учебников по русскому языку, автор многочисленных книг по педагогике. Сфера профессиональных интересов: возрастная психология, педагогика, методика формирования двуязычия, методика формирования художественного восприятия литературы.

## Биография
Родился 19 ноября 1933 года в Харькове, УССР. Племянник поэтессы Ханы Левиной.
Окончил Харьковский политехнический институт, а потом — филологический факультет Харьковского Университета.
В Харькове 20 лет вел городскую детскую литературную студию и одновременно в Москве был одним из ведущих детского ток-шоу «С утра пораньше» (Центральное ТЕЛЕВИДЕНИЕ СССР). Автор текста песни «Куда уехал цирк?», музыку к которой написал Владимир Быстряков, а главным исполнителем стал Валерий Леонтьев.
Среди других исполнителей — Леонид Борткевич, Алла Пугачёва, Наталья Рожкова и Наташа Королёва, а в программе «Достояние республики» её исполнила Лариса Долина.
С 2001 года Вадим Левин живёт в Германии, в Марбурге. Его дочь — Ольга Левина — четырёхкратная чемпионка мира по международным шашкам — с 1995 года проживает в Хайфе (Израиль).
У композитора Александра Кнайфеля есть цикл из 15 историй для пианиста и певицы «Глупая лошадь» на стихи Вадима Левина.
В 1975 году на студии «Союзмультфильм» был выпущен короткометражный мульфильм «Глупая лошадь» (режиссёр — Галина Баринова).

## Интересное
- В свою хрестоматию Это очень интересно!: Для детей 5-7 лет (Дар слова: В 3 ч. Ч. 1). — СПб.: «Златоуст». — ISBN ISBN 5-86547-376-X В. А. Левин включил русскую сказку «Теремок» (с. 8), обработанную в 1951 году Михаилом Булатовым. Он должен был указать имя автора обработки, как он сделал это для автора сказки «Почему заяц зимой белый?» (с. 58), но почему-то этого не сделал.

## Сочинения
- Глупая лошадь (Новосибирск, 1969),
- Прогулка с дочкой (Харьков, 1971),
- Хвалилка для котят (М., 1998), Куда уехал цирк? (Ярославль, 2002),
- Silly Horse (USA, Columbus, OH: Pumpkin house, — 2004),
- Рыбка-с-Двумя-Хвостами (Jerusalem — Москва, 2007),
- Между нами (М., Октопус, 2009. В соавторстве с Ренатой Мухой)
- Соавтор мой крылатый (Харьков: Фолио, 2012)

и много других.
- В издательстве «Златоуст» (СПб.) вышли составленные им русские хрестоматии для детей, живущих вне России: «Дар слова. Часть 1. Это очень интересно (хрестоматия для детей и методические подсказки для педагогов и родителей»), «Дар слова. Часть 2: Как хорошо уметь читать!».

## Рабочее пространство в Интернете
- vadimlevin — Левин, Вадим Александрович в «Живом Журнале»
- Личная страница Вадима Левина на «Планете писателя»
- ЛиСтВА — ЛИтературная СТудия Вадима Александровича Левина
- Личная страница на ПримВики